# Síndrome de contractura congénita letal
El síndrome de contractura congénita letal (LCCS) es una enfermedad hereditaria muy poco frecuente, dentro del grupo de las  artrogriposis, que se caracteriza por total inmovilidad del feto que se detecta por ecografía a partir de las 12 semanas de gestación. Existen contracturas múltiples en las articulaciones de miembros superiores e inferiores, hydrops y muerte del feto antes de alcanzar la semana 32 de gestación. Los casos se presentan principalmente en la población de Finlandia, donde tiene un incidencia de un caso por cada 25 000 nacimientos, es muy rara en el resto del mundo, por lo que se incluye dentro de las enfermedades de herencia finlandesa.

## Genética
Es una enfermedad hereditaria según un patrón autosómico recesivo. Está causada por una mutación localizada en el cromosoma 9 humano (9q34), en el gen GLE1 que codifica la nucleoporina GLE1.